# Hemigobius mingi
Hemigobius mingi é uma espécie de peixe da família Gobiidae e da ordem Perciformes.

## Morfologia
- Os machos podem atingir 5,5 cm de comprimento total.
- Número de vértebras: 26-27.[5][6]

## Habitat
É um peixe de clima tropical e bentopelágico.

## Distribuição geográfica
É encontrado no Oceano Pacífico ocidental central: Singapura, Tailândia, Indonésia e Brunei.

## Observações
É inofensivo para os humanos.